# Michael Graziadei
Michael Graziadei, född 22 september 1979 i Tyskland, är en amerikansk skådespelare.
Graziadei har bland annat medverkat i TV-serierna American Horror Story från 2011, Makt och begär (2004-2023) och The Lincoln Lawyer från 2022.

## Filmografi (i urval)
- 2004–2023 – Makt och begär (TV-serie)
- 2011 – American Horror Story (TV-serie)
- 2022 – The Lincoln Lawyer (TV-serie)